# Шар'я
Шар'я́ — місто (з 1938) в Росії, адміністративний центр міського округу Шар'я та Шар'їнського району Костромської області (до складу району не входить).

## Географія
Місто розташоване на річці Ветлуга (притока Волги), за 328 км від Костроми. Станція Шар'я — великий залізничний вузол Транссибірської магістралі.
Місто рівновіддалене (~ 300 км) від обласних центрів Кострома (на захід), Нижній Новгород (на південь) та Кіров (на схід). Приблизно на тій же відстані в північному напрямку розташоване місто Великий Устюг.

## Історія міста
Шар'я — міський округ обласного підпорядкування, промисловий та культурний центр північного сходу Костромської області з населенням близько сорока тисяч осіб. Місто розташоване на лівому низинному березі річки Ветлуги та займає територію в 2530 гектарів.
Будівництво залізниці Вятка-Вологда здійснювалося будівельним управлінням на кошти державної скарбниці. Залізницю та паровозне депо Шар'я почали будувати в 1903, а в червні 1906 дільницю залізниці було введено в експлуатацію.
На початку 1907 були закінчені роботи з будівництва паровозного депо. В цьому ж році закінчилося будівництво вокзалу, водокачки, 21-й залізничної школи, лікарні з поліклінікою та житлових будинків.
Будівництво залізничного мосту через річку Ветлугу вели російські фахівці та робітники, які мали вже великий досвід у будівництві мостів на інших залізницях Росії. В червні 1906 будівництво моста закінчилося.
Своїм заснуванням та розвитком місто зобов'язане залізниці, прокладеної тут на початку минулого століття. 24 листопада 1906 відбулося офіційне відкриття руху поїздів, і нова залізниця стала називатися Північною, а станція, розташована на 701 км від Москви, — Шар'я по імені річки, що протікає в двохстах метрах від вокзалу. Назву річці дали ще марійці — древні мешканці цих місць. В марійській мові багато слів з коренем «шар». В цьому випадку більш підходить гірськомар. шараш, що означає «калюжа», або лукомар. шор — «річка». Мовою марійців слово ''Шар'я'' означає «річка». В російській мові назва річки перетворилося в ''Шар'їнка''. На даний момент річка заболочена.
Поступово станція відбудовувалася і в 1917 перетворилася на велике селище з паровозним та вагонним депо.
У 1938 Указом Президії Верховної Ради РРФСР від 27 листопада робітниче селище Шар'я було перетворено в місто з населенням близько 12 тисяч осіб. З утворенням в 1944 Костромської області Шар'я увійшла до її складу і була віднесена до категорії міст обласного підпорядкування.
У роки Другої світової війни 24 тисячі містян зі зброєю в руках захищали СРСР. Майже 8000 — кожний третій — загинули в боях.
У 50-70-і роки місто активно розвивалося. «Шар'ядрев» з лісокомбінату перетворилося на найбільше містоутворююче підприємство Костромської області. З'явилося швейне, меблеве виробництво, збільшилася кількість підприємств харчової промисловості. У місті швидкими темпами йшло будівництво, виростали нові мікрорайони, лікарні, школи, училища.

## Клімат
| Клімат Шар'ї            | Клімат Шар'ї | Клімат Шар'ї | Клімат Шар'ї | Клімат Шар'ї | Клімат Шар'ї | Клімат Шар'ї | Клімат Шар'ї | Клімат Шар'ї | Клімат Шар'ї | Клімат Шар'ї | Клімат Шар'ї | Клімат Шар'ї | Клімат Шар'ї |
| Показник                | Січ.         | Лют.         | Бер.         | Квіт.        | Трав.        | Черв.        | Лип.         | Серп.        | Вер.         | Жовт.        | Лист.        | Груд.        | Рік          |
| Абсолютний максимум, °C | 7,1          | 6,9          | 16,1         | 27,2         | 32,6         | 37,2         | 35,9         | 36,2         | 30,1         | 22,3         | 12,3         | 8,5          | 37,2         |
| Середній максимум, °C   | −9,1         | −7,3         | 0,2          | 8,8          | 16,5         | 21,1         | 23,3         | 20,4         | 13,9         | 5,8          | −2           | −7,1         | 7,0          |
| Середня температура, °C | −12,3        | −9,6         | −3,5         | 3,9          | 11,0         | 15,8         | 18,1         | 15,3         | 9,2          | 3,0          | −4,9         | −9,3         | 3,2          |
| Середній мінімум, °C    | −16,3        | −15,6        | −8,8         | −1,3         | 4,4          | 9,1          | 11,7         | 9,6          | 4,8          | −0,4         | −7,2         | −13,2        | −2           |
| Абсолютний мінімум, °C  | −43,5        | −39,7        | −35          | −22,5        | −8,7         | −3,6         | 0,0          | −4,7         | −9,9         | −18,8        | −38,5        | −46          | −46          |
| ----------------------- | ------------ | ------------ | ------------ | ------------ | ------------ | ------------ | ------------ | ------------ | ------------ | ------------ | ------------ | ------------ | ------------ |
| Джерело: World Climate  |              |              |              |              |              |              |              |              |              |              |              |              |              |

## Економіка
Сьогодні Шар'я — розвинуте промислове місто. Містоутворююче підприємство — «Лісопромисловий комплекс», ПДО «Шар'ядрев» (приблизно до 1996 року, потім філія холдингу «Кроностар», приблизно з 2002).
У числі великих підприємств міста: локомотивне та вагонне депо, вузол зв'язку.
У харчовій промисловості виникло підприємство з виготовлення мінеральної води. Теплом та електроенергією місто забезпечує Шар'їнська ТЕЦ.

## Транспорт

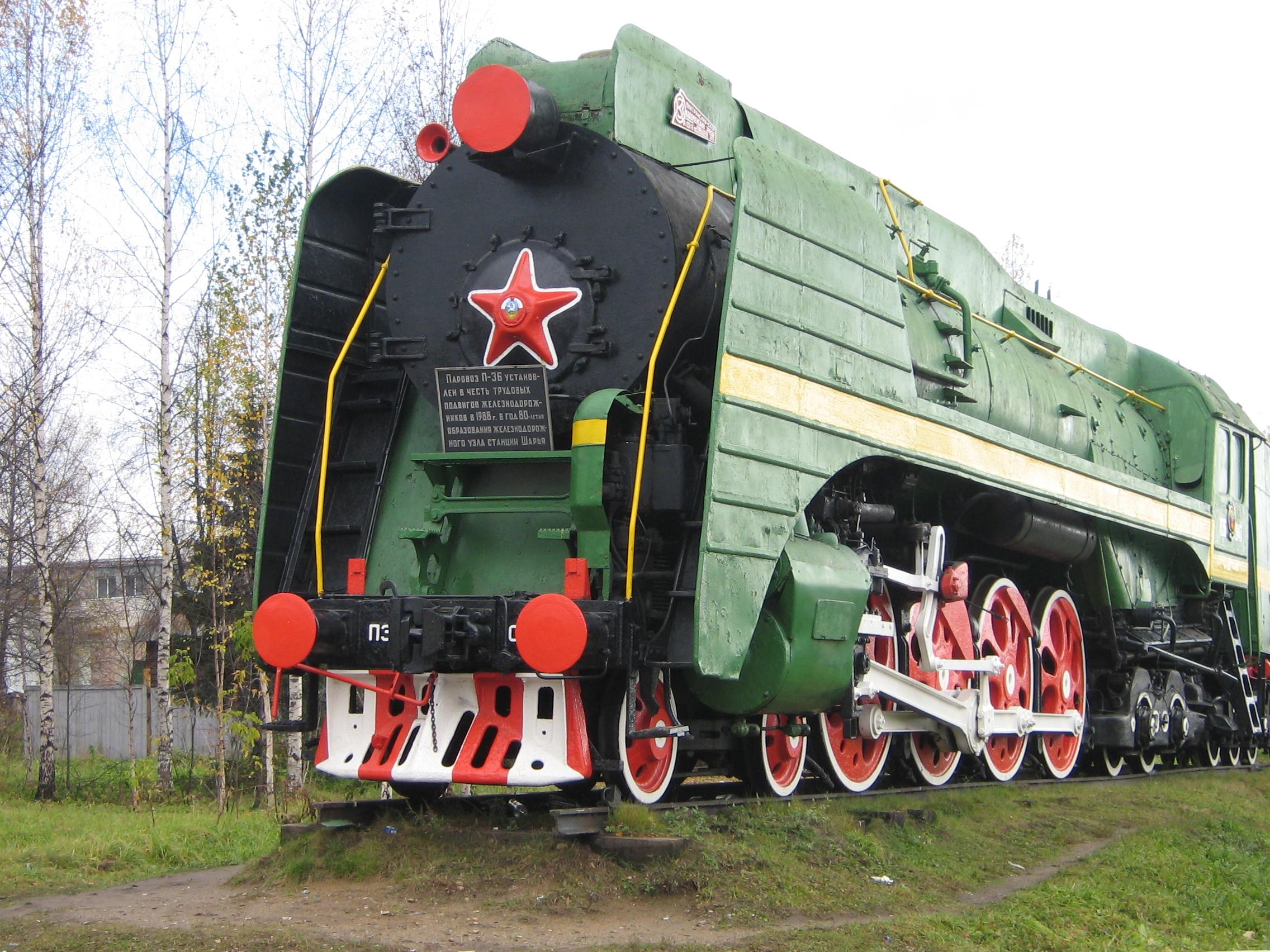
Паровоз-пам'ятник П36-0147

Шар'я має вигідне транспортно-географічне положення. Розташоване на перехресті федеральних автомобільних трас з півночі на південь і з заходу на схід. Через місто проходить залізниця, що з'єднує Москву та Владивосток.
Підприємства залізничного вузла
- Оборотне депо Шар'я (ТД-62)
- Ремонтне депо Шар'я (ТЧР-33)
- Вагонне депо Шар'я (ЛВЧД-6)
- Пункт технічного огляду вагонів (ВЧДЕ-5)
- Дистанція електропостачання (ЕЧ-9)
- Дистанція сигналізації та зв'язку (ШЧ-5)
- Дистанція шляху (ПЧ-12)
- Відновлювальний потяг (ВП-3061)
- Пожежний поїзд
- Дистанція цивільних споруд (НГЧ-3)

Аеропорт приймає лише малі літаки.

## Культура

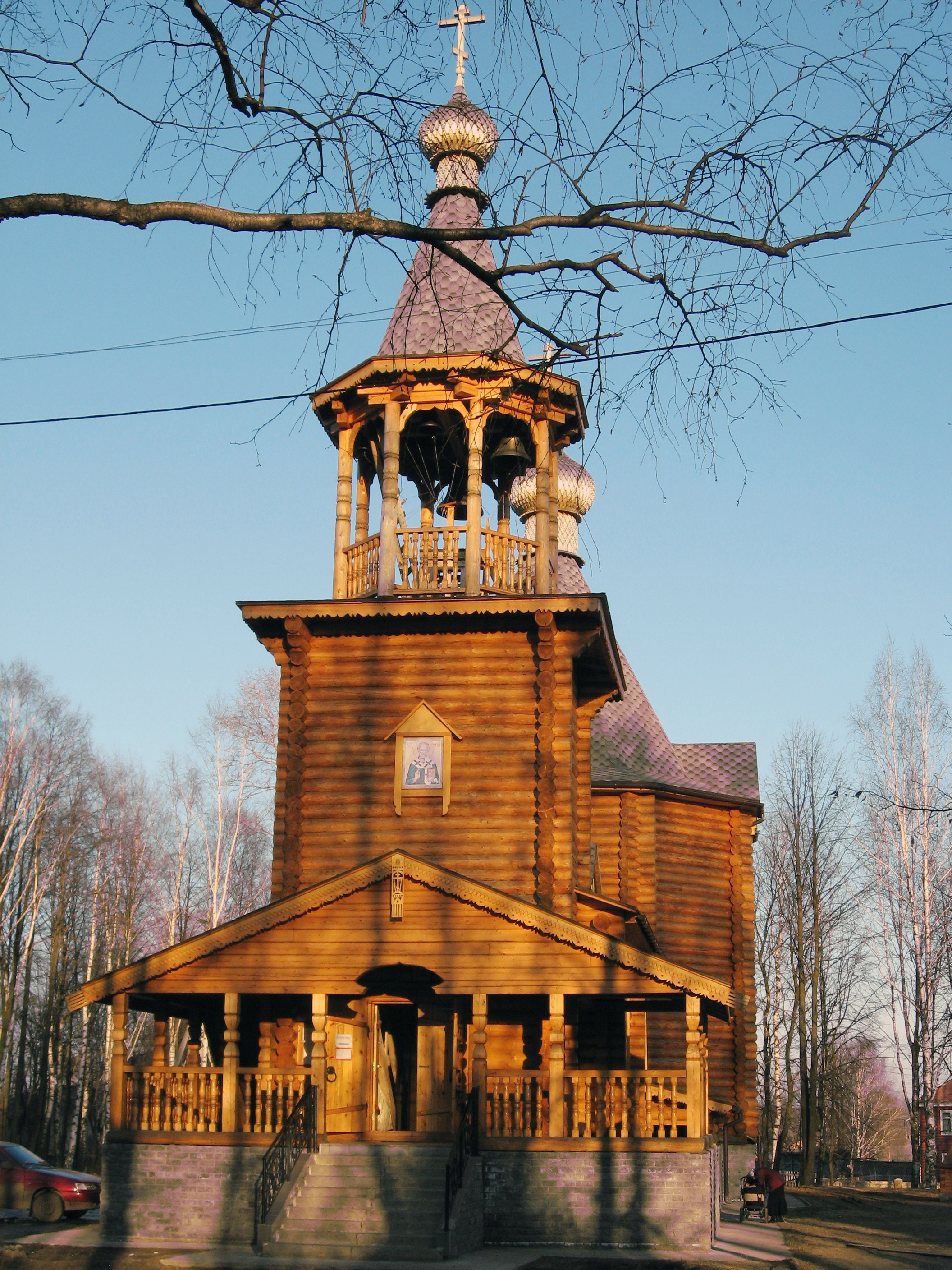
Храм Святителя Миколая

У місті 4 середні спеціальні навчальні заклади, працюють філії КДУ ім. Некрасова, Сучасного гуманітарного університету, Міжнародного юридичного інституту при Міністерстві Юстиції РФ і Московського інституту економіки, менеджменту та права.
З 1991 відкрито 4 православних храми. До 1991 будівля Нікольського храму (в центрі міста) використовувалася для краєзнавчого музею. 25 червня 1991 будівлю Нікольського храму було повернуто церковній громаді. У січні 1998 року Нікольський храм згорів, через кілька років був заново відбудований.
Зараз у місті діють три храми.
Серед закладів культури особливе місце займає краєзнавчий музей. Його експозиції розповідають про різні періоди у житті міста.
Місто є активним членом міжрегіональної асоціації міст Поветлужжя.

## Міста-побратими
- Грейт-Фолс, США[5]